# NGC 1596
NGC 1596 is een lensvormig sterrenstelsel in het sterrenbeeld Goudvis. Het hemelobject werd op 5 december 1834 ontdekt door de Britse astronoom John Herschel.

## Synoniemen
- PGC 15153
- ESO 157-31
- AM 0426-550